# محمد البزم
محمد محمود سليم البزم (1887 - 12 سبتمبر 1955) لغوي وشاعر وكاتب سوري. ولد في دمشق في عائلة من أصل عراقي. تأخّر في تعلّمه حيث كان في العشرين من عمره لا يحسن قراءة سوى بعض من قصار السور في القرآن. فتعلم على عبد القادر بن بدران الدمشقي وجمال الدين القاسمي وحفظ الكثير من الشعر وكتب الأدب. ثم قام بتدريس العربية في مدارس دمشق في مختلف مراحلها وتخرّج به كثير من أدباء عصره. كان عضوًا في المجمع العلمي العربي في دمشق عام 1942. نشر قصائده القوميّة في صحف أيامّه. مرض في آخر عمره فضعف بصره ثم كُفّ فلیزم المستشفى وتوفي فيه. له ديوان البزم في مجلدين نشر بعد وفاته في 1962 وعدة مؤلفات. 

## سيرته
ولد محمد بن محمود بن محمد بن سليم البزم سنة 1887م/ 1305 هـ في حي الشاغور بدمشق بولاية سورية العثمانية ونشأ بها في عائلة من أصل عراقي. تأخّر في تعلّمه وبقي عشرين عامًا لم يعرف من القراءة إلا بعض قصار السور من القرآن والقليل من الأدب. تعلّم أولًا على عبدالقادر بدران فقرأ عليه بعض كتب أدبية ثم جمال الدين القاسمي، وبعده قصد صالح التونسي فدرس عليه علمي المنطق والكلام كما درس الأصول.

عمل في بداية حياته بتجارة الأقمشة، ثم عمل كاتبًا في إحدى المصحات أثناء الحرب العالمية الأولى، ثم عمل مدرسًا للغة العربية في مدرسة السمانة الرسمية في دمشق، ثم انتقل إلى مدرسة التجهيز الثانوية الأولَى/مكتب عنبر، وظل فيها حتى أحيل على التقاعد.

انتخب عضوًا عاملًا في المجمع العلمي بدمشق في 28 فبراير 1942.

مرض في آخر عمره فضعف بصره ثم كُفّ فلیزم المستشفى وتوفي فيه في يوم 12 سبتمبر 1955/ 25 المحرم 1375. 

## شعره
ذكره عبد العزيز البابطين في معجمه وقال عنه «نظم في الأغراض المألوفة من فخر ومدح ورثاء وتهنئة وهجاء ووصف، تعددت أغراض القصيدة عنده فقد تأثر بالموروث الشعري القديم، جل شعره في الحماسة والفخر بأمجاد العرب وتأثر فيهما بالمتنبي ووصفه بعبقري الشعر وعشير الأفلاك والنجوم، كما مال إلى الشعر الفلسفي والتأملي، واكتسى شعره بروح متشائمة قلقة تذكر بأبي العلاء المعري، له مطولة تزيد عن مائة وستين بيتًا بعنوان «دمشق» يصفها بأنها ريحانة الدنيا وظل نعيمها، ووصف أنهارها ونساءها، معانيه متكررة، ولغته قوية جزلة، وتراكيبه فخمة متينة، ونفسه طويل، وخياله مطبوع تلقائي.»

## مؤلفاته
- ديوان البزم، 1962
- محمد البزم، أصلي، ومولدي، ومنشئ، سيرة ذاتية
- كلمات في شعراء دمشق

وله في النحو واللغة كتابان لم يطبعا، هما اللحن والنحو الواقع. وألّف كتابًا على نسق رسالة الغفران سمّاه الجحيم، لكنّه لم يتمّه ولم يطبعه.